# St. Petersburg Challenger I 2021
Il St. Petersburg Challenger I 2021 è stato un torneo maschile di tennis giocato sul cemento. È stata la prima edizione del torneo e faceva parte della categoria Challenger 50 nell'ambito dell'ATP Challenger Tour 2021. Si è giocato a San Pietroburgo, in Russia, dal 1° al 7 marzo 2021. La settimana successiva si è tenuta la 2ª edizione del torneo, che faceva però parte della categoria Challenger 80.

## Partecipanti

### Teste di serie
| Nazionalità | Giocatore           | Ranking* | Testa di serie |
| ----------- | ------------------- | -------- | -------------- |
| Russia      | Roman Safiullin     | 164      | 1              |
| Turchia     | Cem İlkel           | 208      | 2              |
| Germania    | Rudolf Molleker     | 223      | 3              |
| Stati Uniti | Christopher Eubanks | 240      | 4              |
| Russia      | Tejmuraz Gabašvili  | 247      | 5              |
| Russia      | Aleksej Vatutin     | 258      | 6              |
| Ecuador     | Roberto Quiroz      | 262      | 7              |
| Russia      | Evgenij Karlovskij  | 267      | 8              |

* Ranking aggiornato al 22 Febbraio 2021.

### Altri partecipanti
I seguenti giocatori hanno ricevuto una wild card per il tabellone principale:
- Ivan Gakhov
- Dominic Stricker
- Evgenii Tiurnev

I seguenti giocatori sono passati dalle qualificazioni:
- Zizou Bergs
- Lucas Catarina
- Artem Dubrivnyy
- Andrej Kuznecov

## Punti e montepremi
| Torneo    | Torneo              | V     | F     | SF    | QF    | 2T  | 1T  | Q | Q2  | Q1  |
| Singolare | Punti               | 50    | 30    | 15    | 7     | 4   | 0   | 2 | 1   | 0   |
| Singolare | Premi in denaro ($) | 5 150 | 3 050 | 1 800 | 1 050 | 620 | 375 | – | 190 | 115 |
| Doppio    | Punti               | 50    | 30    | 15    | 7     | –   | 0   | – | –   | –   |
| Doppio    | Premi in denaro ($) | 2 000 | 1 160 | 700   | 410   | –   | 230 | – | –   | –   |

## Campioni

### Singolare
In finale  Zizou Bergs ha sconfitto in finale  Altuğ Çelikbilek con il punteggio di 6-4, 3-6, 6-4.

### Doppio
In finale  Christopher Eubanks /  Roberto Quiroz hanno sconfitto in finale  Jesper de Jong /  Sem Verbeek con il punteggio di 6-4, 6-3.